# Closca (fruit)
|  | Aquest article tracta sobre la closca de la fruita. Vegeu-ne altres significats a «Closca (desambiguació)». |

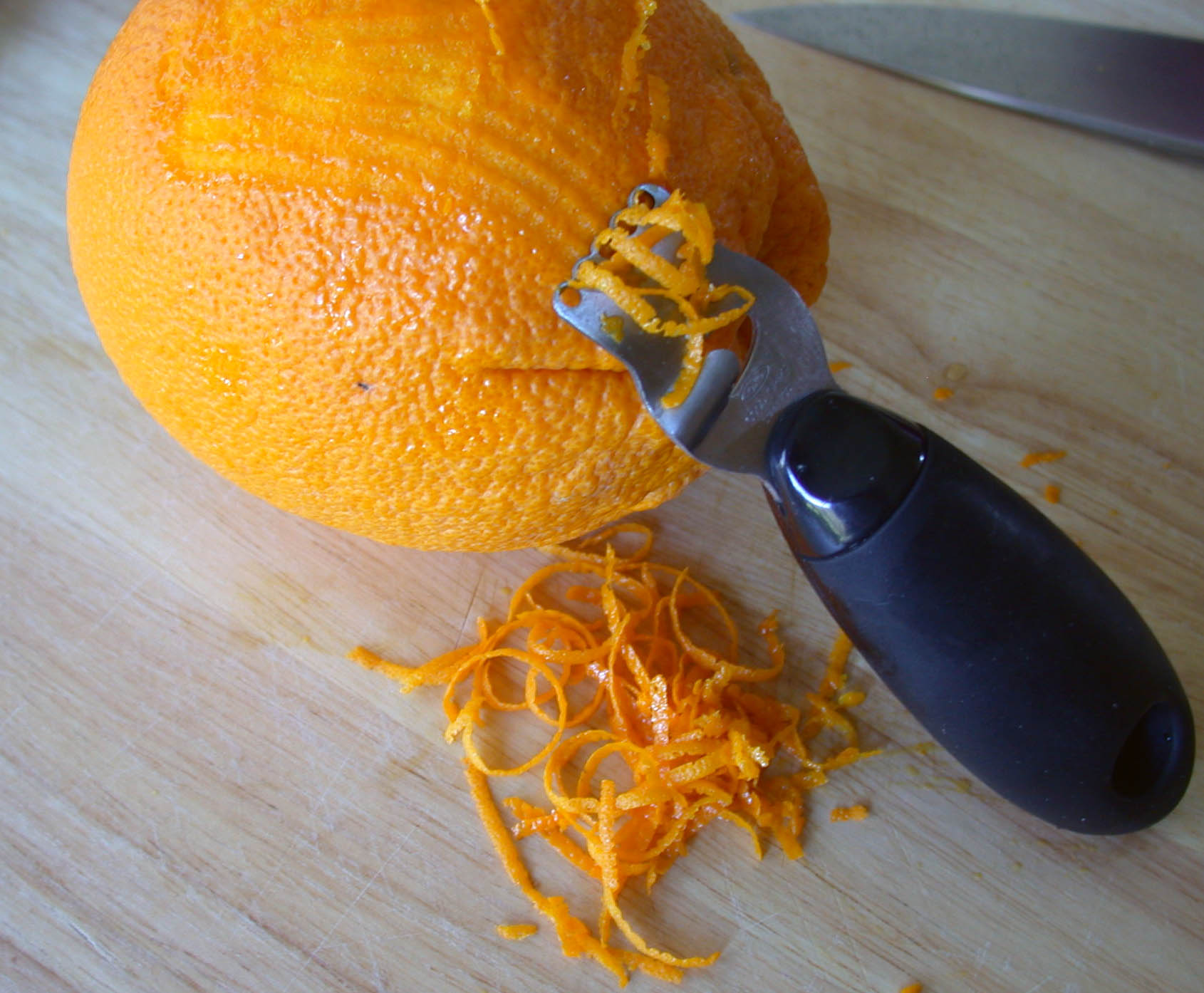
Tallant la pell d'una taronja.

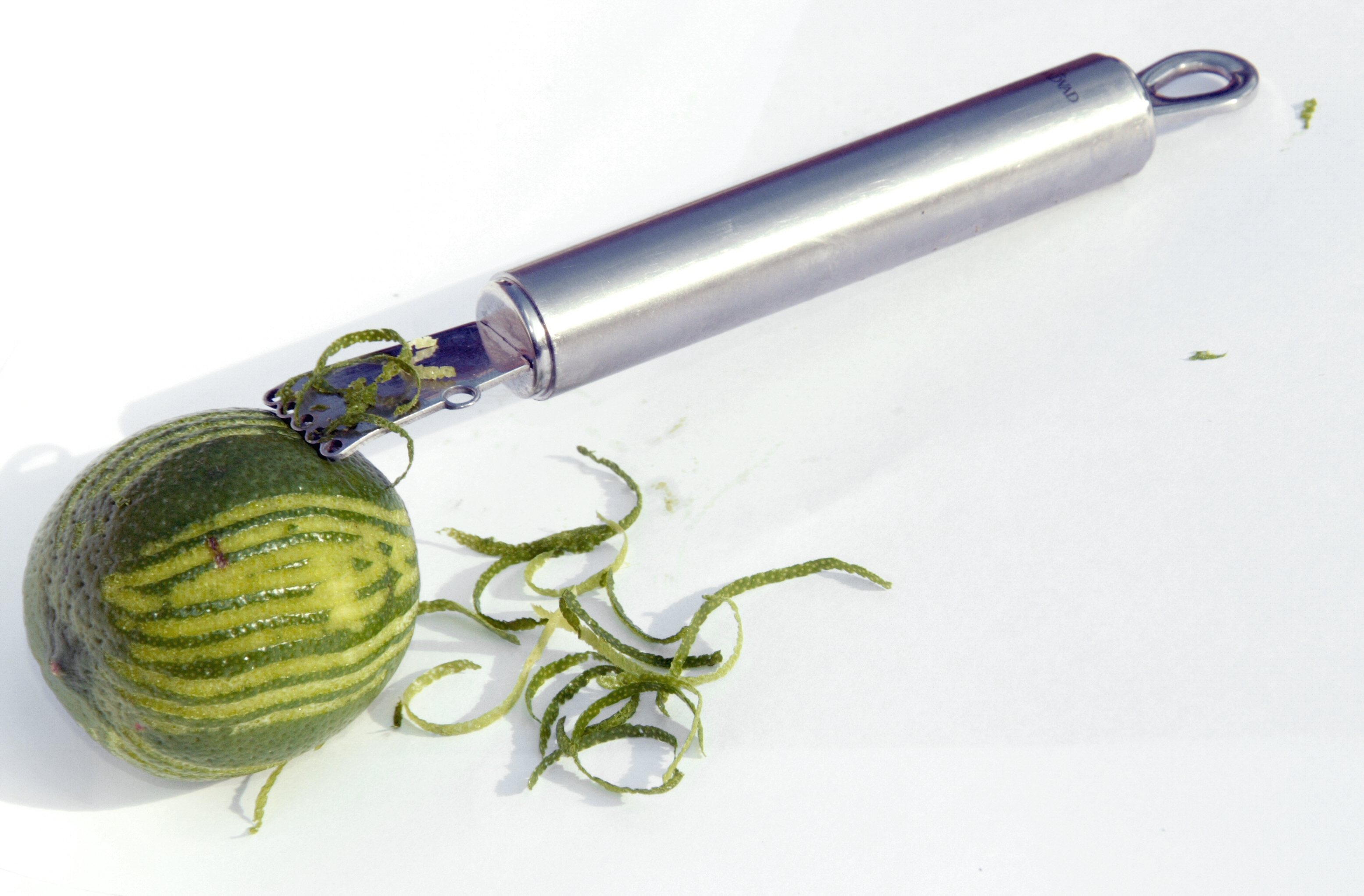
Tires de closca de llima.

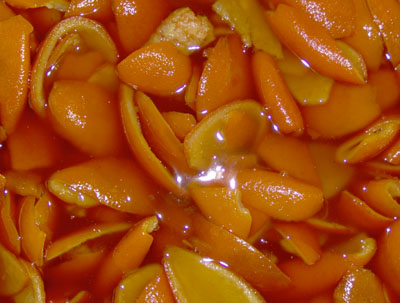
Pell de taronja caramelizada.

La closca o pell de cítrics és un ingredient emprat en moltes receptes, sobretot de rebosteria, per a afegir sabor. Es prepara raspant o tallant la colorida pell exterior de cítrics, tals com el llimó, la taronja, la toronja i la llima.
En termes d'anatomia vegetal, s'obté de l'epicarpi del fruit, que juntament amb l'escorça blanca adjacent (mesocarpi) forma la seua pell. En el cas de la closca de taronja, la colorida pell exterior es denomina flavedo i correspon a l'exocarpio; immediatament per sota es troba l'albedo que seria el mesocarpi. Les quantitats d'una i una altra capa varien d'un cítric a un altre, i pot ser ajustada per la forma en la qual es preparen. La closca pot usar-se fresca, seca, caramelizada o adobada en sal.

## Preparació
Per a retirar la pell d'una fruita de manera que puga emprar-se en la cuina, pot usar-se un galzador, una ratlladora, un pelador de verdura, un ganivet mondador o fins i tot un raspall per a gratar-la o tallar-la. Alternativament, la pell pot tallar-se, rebutjant-se l'excés d'escorça blanca, que és amarga i, per tant, ha d'evitar-se, excepte en el cas que es desitge confitar la pell, en aquest cas es deixa sencera.

## Ús
La closca de cítric sol usar-se per a donar sabor a diferents pastissos i dolços, així com per a preparar melmelades, chutneys, salses, sorbets i fins i tot amanides. També s'empra en plats salats, com és el cas de molts plats d'arròs o receptes com l'ossobuco alla milanese.
S'usa en còctels no solament pel seu sabor, sinó pel seu color, per a adornar. En aquest cas, sovint es talla en una llarga espiral anomenada twist. Alguns còctels que porten un twist són el Dry Martini i l'Horse's Neck. Per a un sabor i aroma òptims, com en el cas del ponche calent, la closca es talla de la fruita amb un ganivet en el moment de servir-se.
La closca de mandarina seca és una espècia bàsica en la cuina xinesa. S'usa en sopes i plats salats tals com les  orelles de mar al vapor.

## Usos comercials
L'epicarpi és la font dels olis essencials cítrics (oli de taronja, oli de llimó, etcètera), que són importants saborizantes. L'oli essencial de llimó és el principal saborizante de les gominolas de llimó.